# Daniella Busk
Daniella Busk (* 11. August 1993) ist eine schwedische Sprinterin.

## Sportliche Laufbahn
2013 nahm Daniella Busk erstmals an einer internationalen Großveranstaltung, den U23-Europameisterschaften in Tampere, teil. Dabei belegte sie über 100 Meter den achten Platz und startete wegen einer leichten Verletzung nicht über die 200 Meter. Mit der schwedischen Stafette belegte sie im Finale Rang sechs. 2014 war sie Teil der schwedischen Staffel für die Europameisterschaften in Zürich, bei denen sie den sechsten Platz erreichten. Über 100 Meter schied sie in der ersten Runde aus. Bei den U23-Europameisterschaften 2015 im estnischen Tallinn belegte sie über 200 Meter Platz acht und stellte im Halbfinale eine neue persönliche Bestleistung auf. Über 100 Meter schied sie im Halbfinale aus. Zudem belegte sie mit der schwedischen Staffel den siebten Rang.
2015 wurde sie schwedische Meisterin über 100 und 200 Meter und gewann mit ihrem Verein viermal den 4-mal-100-Meter-Staffel-Bewerb.

## Bestleistungen
- 100 Meter: 11,58 s (+1,8 m/s), 14. Juni 2014 in Genf
  - 60 Meter (Halle): 7,54 s, 16. Februar 2014 in Sätra
- 200 Meter: 23,61 s (+1,4 m/s), 10. Juli 2015 in Tallinn